# Maurice Le Luc
Pour les articles homonymes, voir Luc.
Maurice-Athanase Le Luc (1885-1964) est un vice-amiral d'escadre français de la Seconde Guerre mondiale.

## Biographie
Né le 14 juillet 1885 à Lorient, ce fils de commerçant était adjoint au commandant en chef des Forces maritimes françaises, l'amiral Darlan, lorsqu'il fut promu vice-amiral en novembre 1939 et commandant des forces maritimes. 
Le 22 juin 1940, il fut l'un des signataires de l'armistice dans la clairière de Rethondes, où il représentait la Marine aux côtés de l'ambassadeur Léon Noël, du général Charles Huntziger (armée de Terre) et du général Jean Bergeret (armée de l'Air).
Churchill, face au risque de voir la flotte française être capturée par l'ennemi au mépris des conventions d'armistice, dépêche le 3 juillet 1940 une escadre britannique pour sommer l'escadre française de Mers el-Kébir de se joindre à elle, ou de rejoindre les Antilles françaises. L'après-midi du 3 juillet 1940, l'amiral Marcel Gensoul négociait les propositions faites par l'amiral britannique James Fownes Somerville et un compromis était sur le point d'être trouvé lorsque Maurice Le Luc lui fit savoir en clair par radio que les escadres françaises de Toulon et d'Alger se portaient à son secours : Gensoul rejeta alors l'ultimatum, sans informer Vichy de toutes les possibilités ouvertes par celui-ci. Les Britanniques captèrent ces messages, et Londres ordonna à Somerville d'ouvrir le feu. 
Maurice Le Luc est considéré comme l'un des responsables de cette bataille de Mers el-Kébir qui conduira à la perte du cuirassé Bretagne ; 997 marins périrent à bord à la mise hors de combat du croiseur de bataille Dunkerque, du cuirassé Provence et du contre-torpilleur Mogador. L'attaque de la Royal Navy fit en tout 1 295 morts chez les marins français. Le Luc sert ensuite le gouvernement de Vichy et prend rang et appellation de vice-amiral d'escadre en mars 1941, restant le commandant des forces maritimes jusqu'en septembre 1941 puis de nouveau de novembre 1942 à début avril 1943.
Après guerre, il est condamné à deux ans de prison pour collaboration le 25 février 1950. Amnistié en 1951, il est réintégré dans la deuxième section des officiers généraux de la marine en septembre 1961. Il meurt le 7 avril 1964 à Paris, dans le 4e arrondissement.
Il fut décoré de la Francisque.

## Distinctions
- Ordre de la Francisque
- Grand officier de la Légion d'honneur